# Stanhopea annulata
Stanhopea annulata là một loài lan có mặt từ miền nam Colombia to Ecuador.

## Hình ảnh

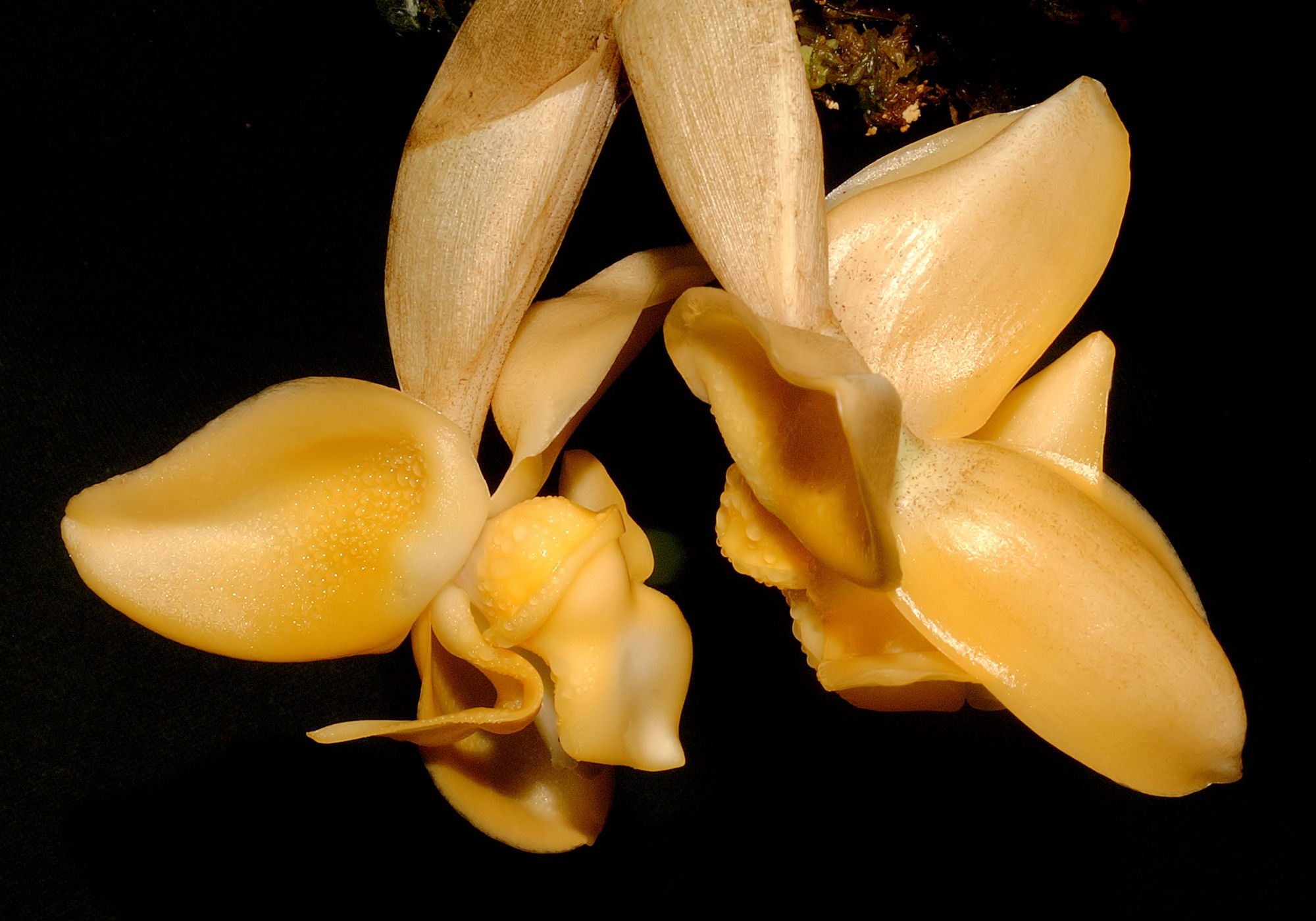
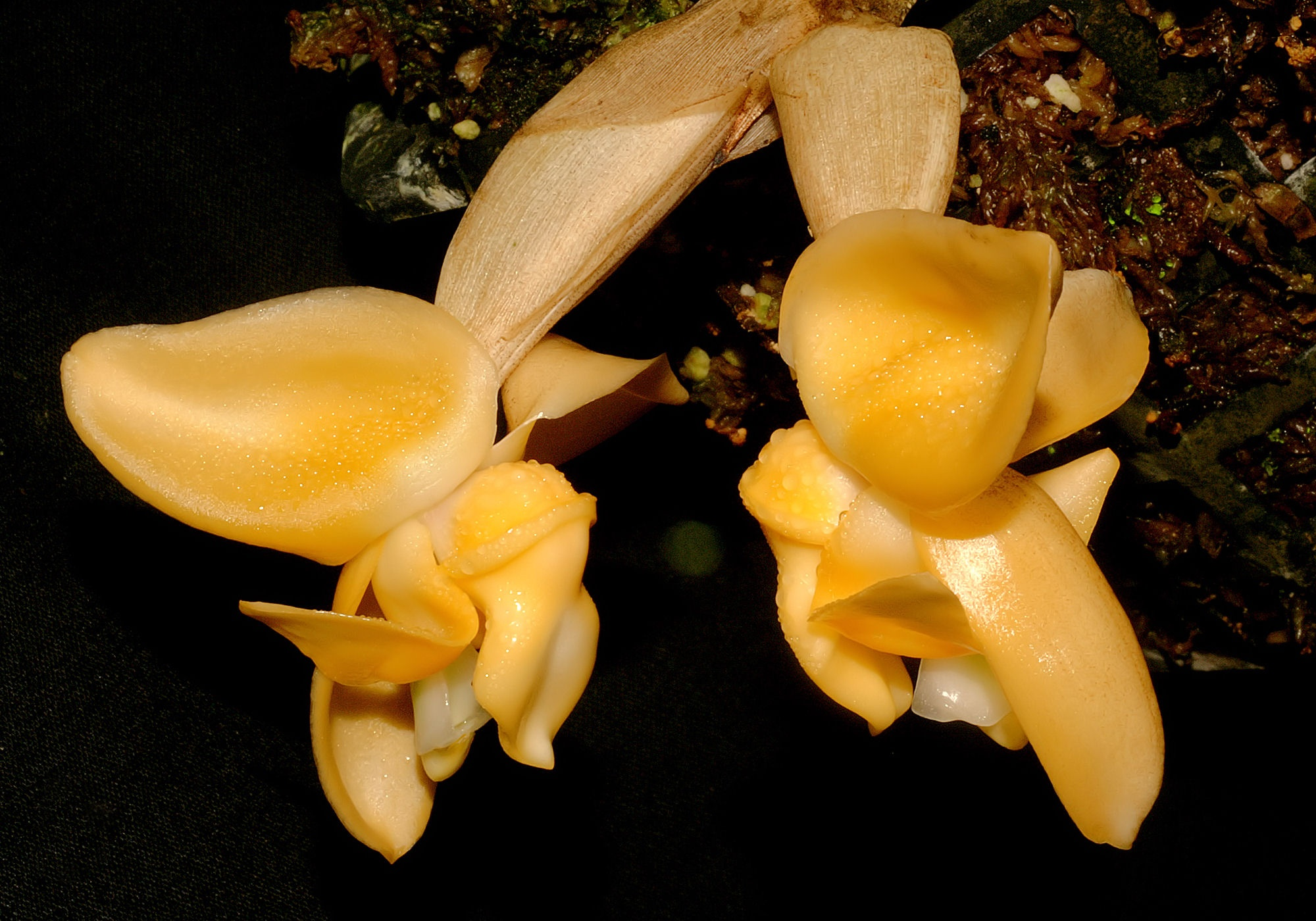
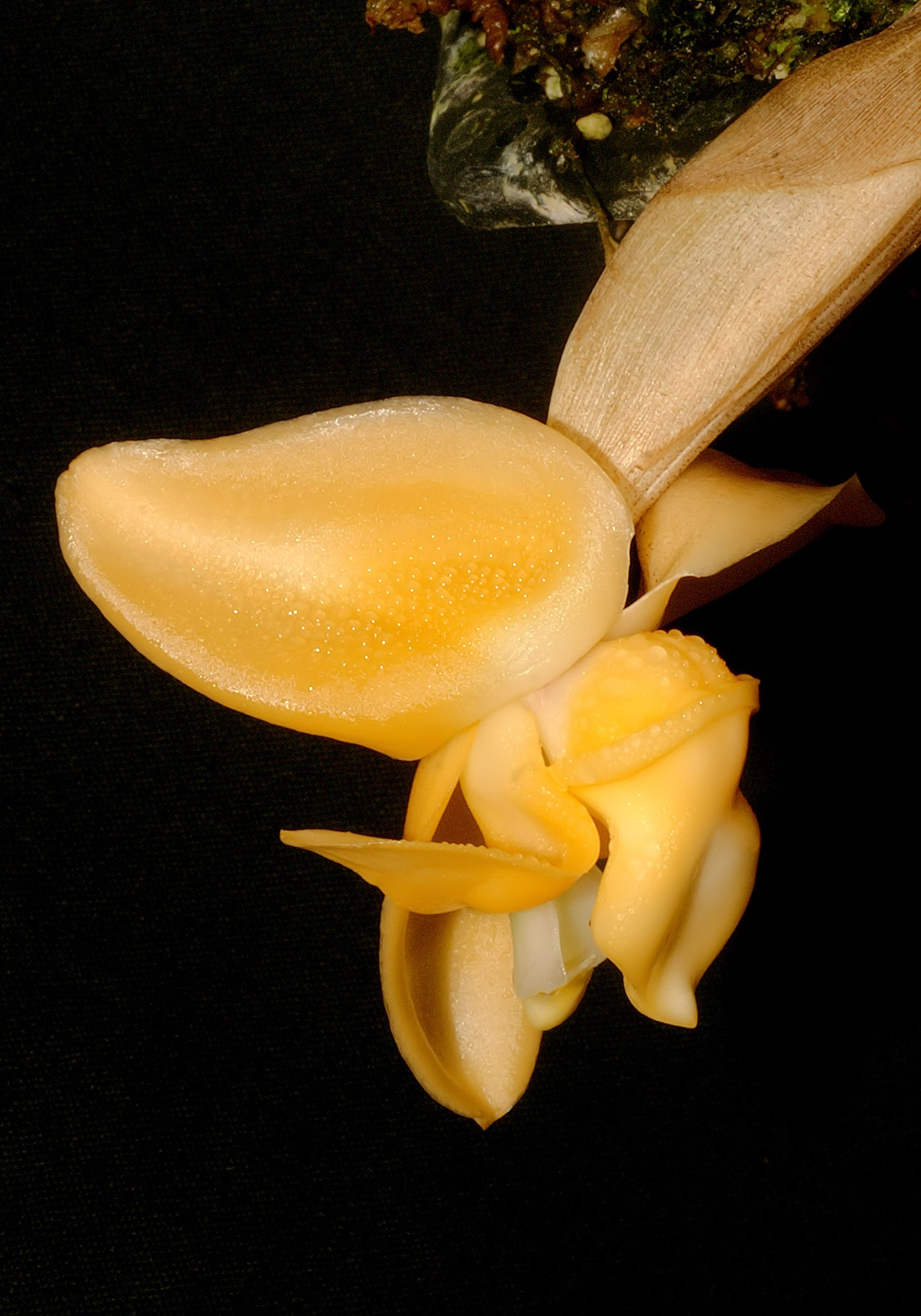